# Dey Young
Dey Young est une actrice américaine née le 28 juillet 1955 à Bloomfield Hills dans le Michigan.

## Filmographie

### Cinéma
- 1979 : Le Lycée des cancres (Rock'n'roll High School) d'Allan Arkush : Kate Rambeau
- 1981 : Strange Behavior (en) de Michael Laughlin : Caroline
- 1983 : Les envahisseurs sont parmi nous (Strange Invaders) de Michael Laughlin : Jeune fille dans le Prologue
- 1984 : Young Lust de Gary Weis (en) :
- 1985 : Doin' Time de George Mendeluk : Vicki Norris
- 1987 : La Folle Histoire de l'espace (Spaceballs) de Mel Brooks : La serveuse
- 1987 : Zärtliche Chaoten de Franz Josef Gottlieb : Rosi
- 1987 : Running Man (The Running Man) de Paul Michael Glaser : Amy
- 1988 : L'Emprise des ténèbres (The Serpent and the Rainbow) de Wes Craven : Mrs. Cassedy
- 1988 : Starke Zeiten (de) de Klaudi Fröhlich, Rolf Olsen, Otto Retzer : Jessica Norman
- 1989 : Aram de Jared Rappaport : Lily Weiss
- 1990 : Spontaneous Combustion de Tobe Hooper : Rachel
- 1990 : Pretty Woman de Garry Marshall : Snobby Saleswoman
- 1991 : Frankie et Johnny (Frankie and Johnny) de Garry Marshall : L'ex femme de Johnny
- 1992 : Back in the U.S.S.R. de Deran Sarafian : Claudia
- 1993 : Conflict of Interest de Gary Davis : Vera
- 1993 : Société secrète (No Place to Hide) de Richard Danus : Vera
- 1996 : Pie in the Sky de Bryan Gordon : Mrs. Tarnell
- 1996 : Ultime décision (Executive Decision) de Stuart Baird : Gail
- 1997 : True Heart de Catherine Cyran : Wanda
- 1997 : Haute trahison (Shadow Conspiracy) de George P. Cosmatos : Janet
- 1997 : Last Chance Love de Ankie Lau : Elke
- 1998 : Les Rois de Las Vegas (The Rat Pack) de Rob Cohen : Jeanne Martin
- 1999 : Mod Squad (The Mod Squad) de Scott Silver : Mrs. Cochrane
- 1999 : Shiloh 2: Shiloh Season (en) de Sandy Tung : Mrs. Howard (non créditée)
- 2003 : Sexe, Lycée et Vidéo (After School Special) de David M. Evans : Mrs. Lewis
- 2005 : Red Eye : Sous haute pression (Red Eye) de Wes Craven : Dallas Gate Agent
- 2006 : Flicka de Michael Mayer : Esther Koop
- 2008 : Panique à Hollywood (What Just Happened) de Barry Levinson : Première femme de Ben
- 2011 : The Wayshower de Jsu Garcia et John-Roger : Dr Olivia
- 2014 : Tarot: A Documentary Love Story de Vincent Maeder : Mona Morris
- 2022 : Amsterdam de David O. Russell : Alvelia Vandenheuvel

### Téléfilms
- 1980 : The Promise of Love (en) de Don Taylor : Jennifer
- 1983 : Sitcom de Tom Patchett : Sis Gooseberry
- 1986 : Samaritan: The Mitch Snyder Stor de Richard T. Heffron : Cathleen
- 1989 : L'enfant au pouvoir merveilleux (The Gifted One) de Stephen Herek : Susan Martin
- 1989 : Not Quite Human II (en) de Eric Luke : Professeur Victoria Gray
- 1991 : Meurtre au 101 (Murder 101) de Bill Condon : Laura Lattimore
- 1993 : In the Shadows, Someone's Watching de Richard Friedman : Lydia Holroyd
- 1994 : MacShayne: The Final Roll of the Dice de E.W. Swackhamer :
- 1994 : Shake, Rattle and Rock! de Allan Arkush : Kate Rambeau Sr
- 1995 : Conspiration de Janet Meyers : Helen Maris
- 1996 : The Right to Remain Silent d'Hubert C. de la Bouillerie (de) : School Board Member
- 1998 : Les flocons de l'amour (en) (A Chance of Snow) de Tony Bill : Katherine Parker
- 1999 : Something Between Us de Nayef Yassine : Eloise Kirkland
- 2000 : The David Cassidy Story de Jack Bender : Shirley Jones
- 2001 : L'ange gardien (Guardian) de John Terlesky : Lieutenant Van Buren (vidéo)
- 2007 : Protecting the King (en) de D. Edward Stanley : Dee (vidéo)
- 2009 : The Northern Kingdom de Dorothy Lyman : Sandra (vidéo)
- 2009 : Farewell to the Sparrow de Shane Ladd :

### Séries télévisées
- 1981 : Walking Tall : Mary Beth (Saison 1 - Épisode 2)
- 1981 : Code Red (en) : Cathy (Saison 1 - Épisode 3)
- 1982 : Pour l'amour du risque (Hart to Hart) : Karen Lindley (Saison 3 - Épisode 20)
- 1983 : Frank, chasseur de fauves (Bring 'Em Back Alive) : l'otage (Saison 1 - Épisode 15)
- 1983 : Hooker (T.J. Hooker) : Linda Silver (Saison 2 - Épisode 19)
- 1989 : HeartBeat (en) : Ann (Saison 2 - Épisode 3)
- 1989 : Freddy, le cauchemar de vos nuits (Freddy's Nightmares) : Emily Jamison (Saison 2 - Épisode 3)
- 1989 : The Antagonists : Mona (Saison 1 - Épisode 1)
- 1992 : Star Trek : La Nouvelle Génération (Star Trek : The Next Generation) : Hannah Bates (Saison 5 - Épisode 13)
- 1992 : La loi est la loi (Jake and the Fatman) : Karen Edwards (Saison 5 - Épisode 15)
- 1992 : Guerres privées (Civil Wars) : (Saison 1 - Épisode 15)
- 1992 : L'Équipée du Poney Express (The Young Riders) : (Saison 3 - Épisode 17)
- 1992 : Le Juge de la nuit (Dark Justice) : (Saison 2 - Épisode 12)
- 1994 : X-Files : Aux frontières du réel (The X-Files) épisode Renaissance: Judy Bishop (Saison 1 - Épisode 22)
- 1995 : Extreme (en) : Marnie Shepard (Saison 1 - Épisode 2 à 6)
- 1995 : The Marshal (en) : Sally Caulfield-MacBride (Saison 2 - Épisode 9, 11 et 12)
- 1996 : Un drôle de shérif (Picket Fences) : Zach's Teacher (Saison 1 - Épisode 14)
- 1996 : Arabesque (Murder, She Wrote) : Mary Dorow (Saison 12 - Épisode 17)
- 1996 : Un privé à Malibu (Baywatch Nights) : Detective Harrison (Saison 1 - Épisode 17)
- 1996-1999 : Melrose Place : Dr Irene Shulman (14 épisodes)
- 1997 : Au-delà du réel : L'aventure continue (The Outer Limits) : Carol Martin (Saison 3 - Épisode 4)
- 1997 : Moloney (en) : (Saison 1 - Épisode 17)
- 1997 : Star Trek : Deep Space Nine : Arissa (Saison 5 - Épisode 17)
- 1997 : Pacific Blue : Helen Palermo (Saison 3 - Épisode 5)
- 1997 : Diagnostic : Meurtre (Diagnosis Murder) : Diane Trent (Saison 5 - Épisode 7 et 8)
- 1999 : V.I.P. : Mrs. Murdoch (Saison 1 - Épisode 12)
- 1999 : Any Day Now (en) : (Saison 2 - Épisode 13)
- 2000-2001 : Popular : Jean Ford (Saison 1 - Épisode 11 / Saison 2 - Épisode 4 et 20)
- 2001 : The Practice : Bobby Donnell et Associés (The Practice) : Elena Wharton (Saison 5 - Épisode 16 et 17)
- 2002 : Division d'élite (The Division) : Susan Cooper (Saison 2 - Épisode 12)
- 2002 : Star Trek : Enterprise (Enterprise) : Keyla (Saison 1 - Épisode 25)
- 2003 : The Lyon's Den (en) : Kate Cherot (Saison 1 - Épisode 10)
- 2004 : Preuve à l'appui (Crossing Jordan) : Taylor Parker Kent (Saison 3 - Épisode 9)
- 2004 : La Vie avant tout (Strong Medicine) : Sylvia (Saison 5 - Épisode 8)
- 2004 : À la Maison-Blanche (The West Wing) : Congresswoman (Saison 6 - Épisode 3)
- 2004 : Boston Justice (Boston Legal) : Sarah Berman (Saison 1 - Épisode 7)
- 2005 : JAG : Commander Candace Carson (Saison 10 - Épisode 14 et 21)
- 2006 : Bones : Kate Corman (Saison 1 - Épisode 13)
- 2006 : Juste cause (Close to Home) : Judge Barnez (Saison 2 - Épisode 6)
- 2007 : Mad Men : Adele Hobart (Saison 1 - Épisode 9)
- 2008 : Les Feux de l'amour (The Young and the Restless) : Elizabeth 'Bitsy' Hartford (Épisode 8900 et 8901)
- 2009 : Mentalist (The Mentalist) : Esther Doverton (Saison 2 - Épisode 9)
- 2012 : Dating Rules from My Future Self : Mrs. Burke (Saison 1 - Épisode 2)
- 2012 : Les Experts (CSI: Crime Scene Investigation) : Agnes Goodwin (Saison 13 - Épisode 19)

### Coproductrice
- 2012 : Santa Baby de Shane Ladd (court métrage)

## Voix françaises
- Dorothée Jemma dans Sexe, Lycée et Vidéo (2003)